# Marché captif
Un marché captif est un marché sur lequel les consommateurs sont obligés d'acheter un produit ou un service à un nombre très faible de producteurs ou vendeurs. Ce monopole ou oligopole qui ne joue pas le jeu du libre marché a pour conséquence des prix élevés ou une moindre diversité dans l'offre.
Dans la théorie économique, le monopole naturel ou un état de droit qui interdit l'entrée de nouveaux concurrents relèvent du même genre de concept.
On trouve par exemple des clients captifs pour la commercialisation des produits alimentaires (en) dans les cinémas, les aéroports ou les enceintes de sport, pour les appels téléphoniques ou la cantine dans les prisons. 
Un marché captif peut également s'établir au niveau d'un État qui met en place des barrières à la concurrence (droits de douane élevés ou d'autres barrières à l'importation telles que les spécifications techniques, les exigences que les entreprises doivent remplir pour opérer sur le marché national, etc), au niveau local où un hypermarché est l'unique commerce de détail dans un périmètre de 30 km, ou être imposé par la complémentarité du produit offert (jeux vidéo de consoles, lames de rasoir spécifiques à une marque alors que le rasoir est bradé, dosette de café alors que la machine à café est vendue sans marge).